# Cala Sisine

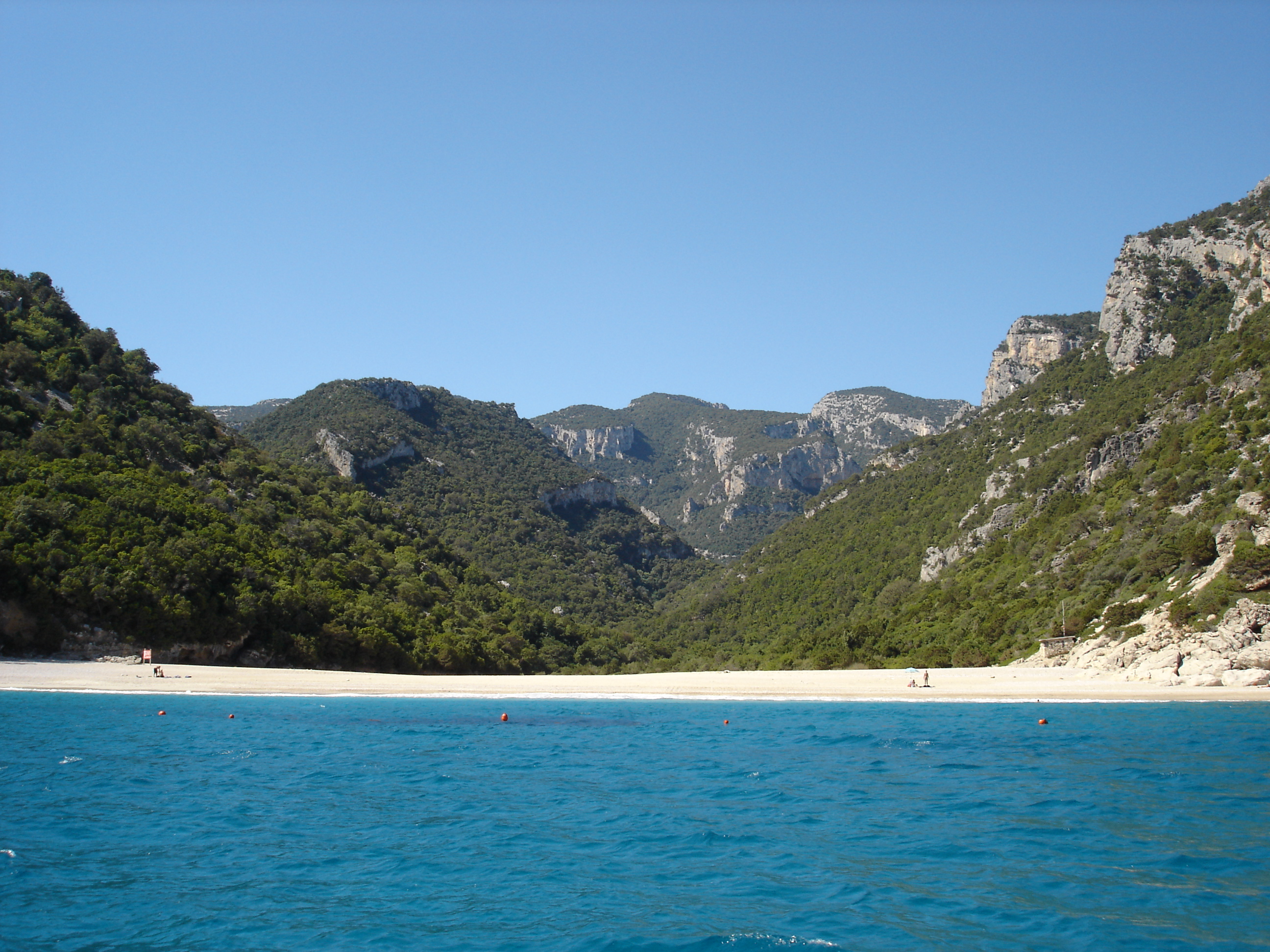
La cala Sisine

Cala Sisine est le nom d'une petite baie située  sur le territoire de la commune de Baunei dans le golfe d'Orosei (it) de la province de Nuoro en Sardaigne.

## Description
Large d'environ 200 m, la plage représente l'embouchure d'un petit cours d'eau (en sarde, codula) hivernal qui descend des montagnes voisines du plateau de Golgo. Elle est caractérisée par de petits galets très blancs et d'une mer bleu azur particulièrement claire et transparente.
La cala est accessible à pied par un long d'un chemin de terre qui se termine à la localité de Planu 'e Murta à environ deux kilomètres de la mer, d'où, par un sentier sans difficulté, en une trentaine de minutes, on accède à la mer.  Après les pluies hivernales, presque chaque année le chemin de terre est endommagé et successivement restauré en début d'été.
En période estivale, la plage est  desservie par une flottille de bateaux transportant les visiteurs le long des baies du golfe d'Orosei avec un arrêt à chaque site intéressant. Ces bateaux ont comme point de départ les ports de Cala Gonone (it), Orosei, Arbatax et Santa Maria Navarrese (commune de Baunei) avec départ le matin et retour dans l'après-midi.